# Kosta Barbarouses
Konstantinos "Kosta" Barbarouses (Wellington, 19 de fevereiro de 1990) é um futebolista profissional Neozelandês que atua como meia-atacante, atualmente defende o Western Sydney Wanderers.

## Carreira
Kosta Barbarouses fez parte do elenco da Seleção Neozelandesa de Futebol nas Olimpíadas de 2012.

## Títulos
Brisbane Roar
- A-League: 2010–11

Melbourne Victory
- A-League: 2014–15 e 2017–18

Sydney FC
- A-League: 2019–20

Seleção Neozelandesa
- Copa das Nações da OFC: 2008, 2016 e 2024